# Burasaia
Burasaia es un género con seis especies de plantas de flores de la familia Menispermaceae. Nativo de Madagascar.

## Especies seleccionadas
- Burasaia australis
- Burasaia congesta
- Burasaia gracilis
- Burasaia javanensis
- Burasaia madagascariensis
- Burasaia vitis

- Datos: Q8253662
- Especies: Burasaia